# Guillaume de Bremond d'Ars
Pour les articles homonymes, voir Brémond et Ars.
Pour les autres membres de la famille, voir Famille de Brémond d'Ars.
Guillaume Joseph de Brémond d'Ars dit « le marquis de Brémond d’Ars », né le 19 mars 1810 à Saintes, mort le 25 janvier 1894 au château de Saint-Brice, était un général et homme politique français.

## Biographie
Petit-fils de Pierre-René-Auguste de Brémond d'Ars, il suit la carrière militaire et est élève à l'École militaire de Saint-Cyr, dont il sort sous-lieutenant de cavalerie en 1830. Il passe successivement lieutenant en 1833, capitaine en 1838, lieutenant-colonel en 1852, puis colonel du 2e régiment de chasseurs d'Afrique en 1855. Il est promu général de brigade le 13 août 1853.
Commandant de la subdivision de la Charente à la fin du Second Empire, il est promu général de division par le gouvernement de la Défense nationale et participe à la guerre franco-allemande à la tête de la 1re division du 17e corps de l'armée de la Loire, puis à l'armée de l'Est. 
Inspecteur général de la cavalerie, il quitte le service en 1874, atteint par la limite d'âge.
D'opinions royalistes très accentuées, il entre dans la politique militante et est élu sénateur de la Charente le 16 février 1879. Au sein de la Chambre haute, il siège à droite et obtient sa réélection en 1885.

## Sources
- Ressources relatives à la vie publique :   - base Léonore
  - Sénat
- « Guillaume de Bremond d'Ars », dans Adolphe Robert et Gaston Cougny, Dictionnaire des parlementaires français, Edgar Bourloton, 1889-1891 [détail de l’édition]